# Desa Neglasari (administrativ by i Indonesien, Jawa Barat, lat -6,44, long 107,80)
Desa Neglasari är en administrativ by i Indonesien.   Den ligger i provinsen Jawa Barat, i den västra delen av landet, 110 km öster om huvudstaden Jakarta.